# Tablillas de la Fortaleza de Persépolis

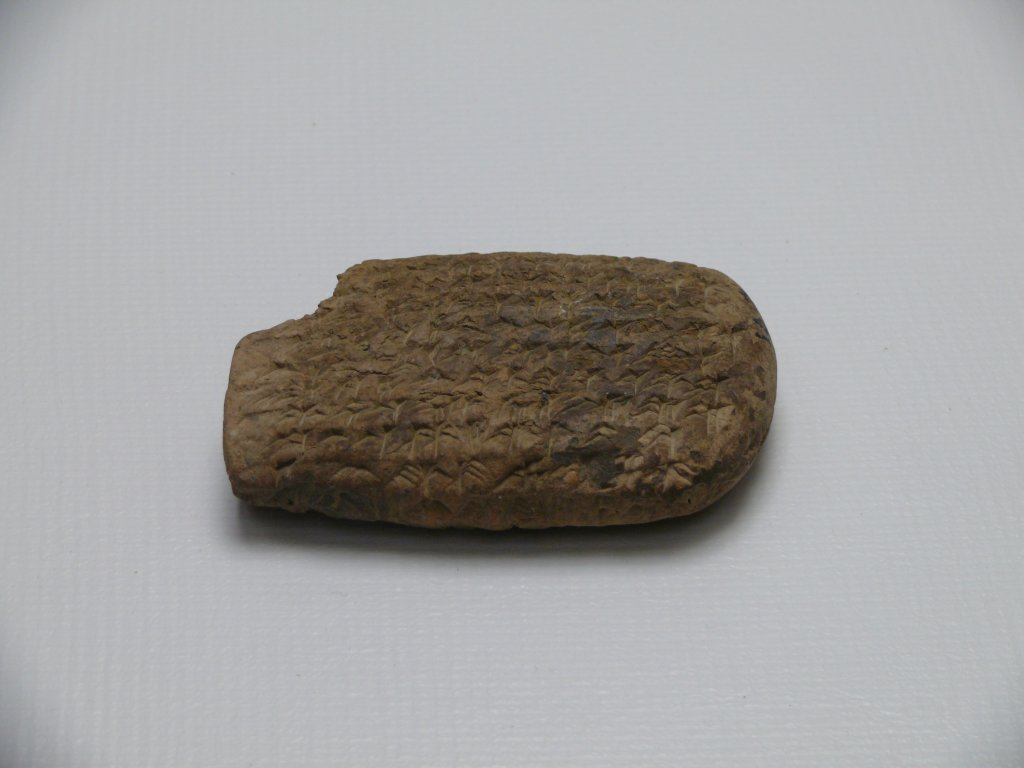
Tablilla de los archivos de Persépolis.

Las Tablillas de la Fortaleza de Persépolis (o simplemente, Tablillas de la Fortaleza; en inglés Persepolis Fortification Tablets, abreviado PFT o PF) es un conjunto de documentos administrativos del Imperio aqueménida, que datan del período 509-494 a. C., durante el reinado de Darío I. Fueron desenterradas de dos cámaras situadas en la Fortaleza de Persépolis por la expedición arqueológica del Oriental Institute de la Universidad de Chicago, a cargo de Ernst Herzfeld, entre 1933 y 1934. Otro grupo similar, las Tablillas del Tesoro de Persépolis, fue hallado en Persépolis algunos años más tarde. La colección está compuesta por más de 30.000 tablillas de arcilla (completas o fragmentarias), de las cuales 7000 son comprensibles y 2120 han sido editadas y traducidos al inglés por Richard Hallock (1969, 1978). Íntimamente ligadas a la monarquía persa, forman parte de lo que se suele llamar la "economía real" aqueménida. Tratan en su mayor parte sobre el traslado de productos y su distribución entre los miembros de la corte y los trabajadores asociados a ella en forma de raciones.

## Idioma

### Elamita
El principal idioma utilizado en el archivo (o lo que sobrevivió de él) es el elamita, en su forma tardía conocida como elamita aqueménida. Las mayores similitudes lingüísticas se pueden encontrar en las Tablillas del Tesoro, las cuales son casi contemporáneas y pertenecen al mismo género. Las también contemporáneas versiones elamitas de las inscripciones de los reyes persas son los textos elamitas mejor comprendidos, de tal modo que constituyen la principal base para el desciframiento de las tablillas administrativas. De todas maneras, hay ocasiones en las que se produce la situación inversa, en la que el estudio de los archivos de Persépolis ilumina algún pasaje oscuro de las inscripciones reales. Con excepción de algunos documentos económicos hallados en Susa, los textos elamitas de épocas más tempranas difieren tanto temporal como estilísticamente, por lo que son de escasa utilidad para la comprensión de los archivos de Persépolis.

### Arameo
El arameo solía escribirse sobre pergaminos y papiros, materiales que no sobreviven intactos al grado en el que lo hacen la arcilla o la piedra. Es por ello que, a pesar de haber sido la lengua administrativa oficial del Imperio persa, el bagaje documental es muy escaso en lo que respecta a esta época. Un total de alrededor de 700 tablillas poseen algún tipo de inscripción aramea, lo que posiciona a dicha lengua como la segunda del archivo en lo que se refiere a la importancia cuantitativa de la evidencia. Adicionalmente, algunos documentos del archivo hacen alusión a escribas babilonios escribiendo sobre pergaminos, presumiblemente en arameo.
Fotografías de tablillas en arameo: PFAT 048 Archivado el 21 de junio de 2010 en Wayback Machine. y PFAT 233 Archivado el 21 de junio de 2010 en Wayback Machine..

### Acadio
Una tablilla inscripta en acadio babilonio ha sido hallado en el Archivo de la Fortaleza (Fort. 11796): se trata de un documento legal-comercial sobre la venta de un esclavo. El ejemplar no es único en Persépolis, ya que también el Archivo del Tesoro posee un documento babilonio, en este caso relacionado con el pago de impuestos. Por el contrario a lo que sucede con el texto del Tesoro, el documento babilonio de la Fortaleza es inusual tanto en su idioma como en su contenido, ya que es de índole privada y no administrativa estatal. Está fechado, como los demás documentos, en el reinado de Darío, y se señala en él a Persia como su lugar de redacción. El precio del esclavo se mantiene dentro del rango usual para la época en Babilonia, y, de hecho, el documento no sería excepcional si no fuera por su localización geográfica. Existen numerosas aluciones en los textos elamitas a funcionarios y trabajadores con nombres babilonios (que en este caso indicarían probable adscripción étnica), lo que explicaría la intrusión del documento en el archivo administrativo.

### Griego
Existe una tablilla en escritura e idioma griego, conteniendo el texto: "2 marris de vino. Tabet." (Fort. 1771). Probablemente redactado en Persia, menciona un mes babilonio (Tabet) y una medida de capacidad del mismo origen (marris). Es el único documento administrativo en idioma griego del Imperio aqueménida, aunque sí existe para la época evidencia epigráfica griega en Persépolis.
Fotografía (enlace roto disponible en Internet Archive; véase el historial, la primera versión y la última)..

### Frigio (?)
Una de las tablillas (A. 29797) posee caracteres pertenecientes a alguna lengua anatólica, al parecer frigio. El texto ha resistido hasta ahora su interpretación, por lo que se desconoce su relación con el resto del archivo, aunque aparentemente es de carácter económico. Se ha reconocido en él la mención de un mes persa, lo que indicaría que fue redactado en Persia.

### ?
Una tablilla sellada (Fort. 4797) presenta caracteres cuneiformes totalmente desconocidos, calificados de "enigmáticos".

### Persa
Una tablilla en persa antiguo ha sido identificada recientemente. Es el primer documento cotidiano que se conoce en este idioma; anteriormente solo se tenía evidencia de inscripciones de los soberanos aqueménidas.